# Barrado
Barrado ist ein Ort eine Gemeinde (municipio) mit 382 Einwohnern (Stand: 2024) in der Provinz Cáceres der Autonomen Gemeinschaft Extremadura im Westen Spaniens.

## Lage und Klima
Der ca. 800 m hoch gelegene Ort liegt in den südlichen Ausläufern der Sierra de Gredos auf halbem Weg zwischen La Vera und dem Valle del Jerte, zu dessen Gemeindeverband er gehört, obwohl er sich geografisch nicht im Jertetal befindet. Die Entfernung nach Plasencia beträgt ca. 25 km (Fahrtstrecke); bis zur Provinzhauptstadt Cáceres sind es knapp 100 km in südwestlicher Richtung. Das Klima ist gemäßigt bis mild; die Niederschlagsmenge ist reichlich liegt bei ca. 1200 mm/Jahr. Die mittlere Tagestiefsttemperatur liegt im Winter zwischen 1 und 3 °C und im Sommer zwischen 15 und 20 °C.

## Bevölkerungsentwicklung
| Jahr      | 1857 | 1900 | 1950 | 2000 | 2021 |
| Einwohner | 639  | 609  | 886  | 527  | 363  |

Aufgrund der zunehmenden Mechanisierung der Landwirtschaft und der Aufgabe bäuerlicher Kleinbetriebe („Höfesterben“) ist die Einwohnerzahl seit der zweiten Hälfte des 20. Jahrhunderts deutlich gesunken.

## Wirtschaft
Der wichtigste Wirtschaftssektor ist die Landwirtschaft, hauptsächlich der Anbau von Kirschen, Oliven, Kastanien und Feigen. Nach der Gründung der Agrargenossenschaft Cooperativa del Campo de Nuestra Señora del Viso in den 1960er Jahren kam es zu einer deutlichen Verbesserung der wirtschaftlichen Situation. Die Viehzucht besteht im Wesentlichen aus Rindern und Ziegen. Während die kommerzielle Rinderzucht seit Mitte des 20. Jahrhunderts konstant geblieben ist, hat die ökonomische und soziale Bedeutung der Ziegenzucht deutlich abgenommen; Schweinezucht wird auch für den Eigenkonsum betrieben.

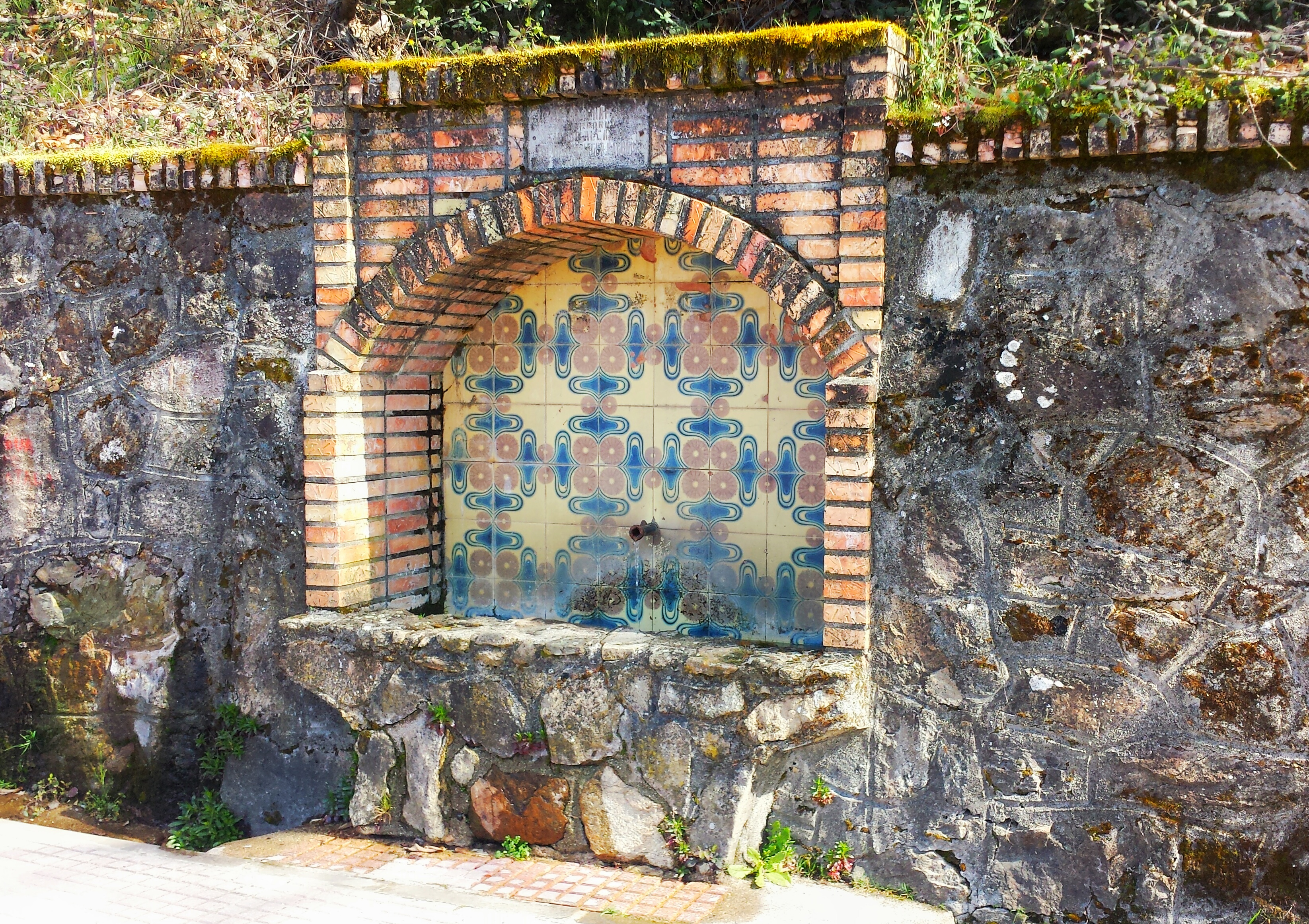
Brunnen

## Sehenswürdigkeiten
- Die einschiffige Iglesia de San Sebastián entstand weitgehend im 16. Jahrhundert. Während das Kirchenschiff von Holzdecken überspannt wird, ist der Chorbereich überkuppelt bzw. gewölbt. Der vergoldete Schnitzaltar (retablo) mit seinen in sich gedrehten Säulen ist ein Werk des 18. Jahrhunderts (Churriguerismus).
- Zwei Kapellen (ermitas) und mehrere Brunnen (fuentes) bereichern das Ortsbild.

## Persönlichkeiten
- Manuel Jorge Domínguez (* 1962), Radrennfahrer